# Trochalus orbicularis
Trochalus orbicularis är en skalbaggsart som beskrevs av Louis Albert Péringuey 1904. Trochalus orbicularis ingår i släktet Trochalus och familjen Melolonthidae. Inga underarter finns listade i Catalogue of Life.